# Otar Martsvaladze
Otar Martsvaladze (in georgiano ოთარ მარცვალაძე?; Tbilisi, 14 luglio 1984) è un ex calciatore georgiano, di ruolo attaccante.

## Palmarès

### Club

#### Competizioni nazionali
- Campionato georgiano: 2

WIT Georgia: 2003-2004
Dinamo Tbilisi: 2013-2014
- Coppa di Georgia: 1

Dinamo Tbilisi: 2013-2014
- Campionato ucraino: 1

Dinamo Kiev: 2006-2007
- Coppa d'Ucraina: 1

Dinamo Kiev: 2006-2007
- Supercoppa d'Ucraina: 2

Dinamo Kiev: 2006, 2007

### Individuale
- Capocannoniere della Pervyj divizion: 1

2010 (21 reti)